# مناورات الرسول الأعظم
مناورات الرسول الأعظم أو (بالإنجليزية: Great Prophet Maneuver)‏ أو (بالفارسية: رزمایش پیامبراعظم) هو الاسم الرمزي لمناورات عسكرية بحرية وتجارب صاروخية يجريها الحرس الثوري الإيراني بشكل دوري في مياه الخليج العربي ومضيق هرمز لاختبار الجهوزية العسكرية ولتجريب أسلحة جديدة.

## المناورات المنفذة

### الرسول الأعظم 2010
مناورات الرسول الاعظم - 5 أجراها الحرس الثوري الإيراني على عدة أيام ابتداءً من 22 بريل 2010 في منطقة جاسك البحرية. وتم إطلاق بشكل متزامن صاروخي ساحل – بحر وبحر - ساحل من منطقتين مختلفتين نحو هدف مفترض مشترك، وهي صواريخ كروز تمتلكها القوة البحرية لحرس الثورة الإسلامية. وتم إطلاق أربعة صواريخ بحرية جديدة حسب تصريح مرتضى صفاري قائد القوة البحرية لحرس الثورة الإسلامية، منها صاروخ نصر القادر على تدمير سفن يصل وزنها إلى 3 آلاف طن، وهو من فئة الصواريخ القصيرة المدى، وفي الوقت الحاضر يمكن إطلاقه من الساحل وأنواع القطع البحرية، وفي المستقبل القريب سيتم تطوير قدراته التكتيكية بحيث يمكن إطلاقه من المروحيات والغواصات.

### الرسول الأعظم 2009
مناورات الرسول الأعظم - 4 أجراها الحرس الثوري الإيراني على عدة أيام ابتداءً من 27 سبتمبر 2009 وهدفت إلى تطوير قدرات الردع للقوات الإيرانية وإطلاق صواريخ بعيدة المدى.
وافادت وكالة مهر للأنباء أنه تنفيذ عمليات إطلاق صواريخ شهاب 1 و 2 متوسطة المدى بهدف زيادة سرعة تجهيز الصواريخ والاستفادة من أماكن غير مهيئة سلفا لإطلاق الصواريخ وكذلك إطلاق الصواريخ في الأحوال الجوية السيئة عبر استخدام منصة إطلاق مصممة لإطلاق عدة صواريخ في آن واحد. واوضح العميد سلامي قائد سلاح الجو في قوات حرس الثورة الإسلامية، أن الهدف من إطلاق الصواريخ في الليل هو التدريب على إمكانية مواصلة عملية إطلاق الصواريخ، مؤكدا ان الدفاع الرادع طويل الامد بحاجة إلى عمليات صاروخية مستمرة ولذا فإن منظومات الدفاع الصاروخية لحرس الثورة قادرة على تنفيذ العمليات في مختلف ساعات الليل والنهار ومن أماكن غير مهيئة سلفا. وأطلقت صواريخ بعيدة المدى من طراز شهاب 3 وقدر 1 وسجيل 1 تعمل بالوقود الصلب على مرحلتين. وأفادت وكالة مهر للأنباء أن هذه الصواريخ هي من أكثر الصواريخ المصنعة داخليا تطورا، حيث جرى تطوير عملها من جهتي سرعة التوجيه والدقة في إصابة الهدف.

### الرسول الأعظم 2008
مناورات الرسول الأعظم - 3 أجرتها قوات الحرس الثوري الإيراني. بدأت المناورات في 9 يوليو 2008 بتجارب إطلاق 9 صواريخ بعيدة ومتوسطة المدى، من بينها صاروخ شهاب-3 الذي يبلغ مداه 2000 كيلو متر.
اللواء سيد محمد حجازي رئيس هيئة الأركان المشتركة ونائب قائد الحرس الثوري كان من القادة الذين شاركوا في هذه المناورة.

#### تعديل صور
نشرت صحيفة جايجام الإيرانية صورة تظهر إطلاق ثلاثة صواريخ من أصل أربعة. ظهرت نفس الصورة على موقع الويب الخاص بسيباه للأنباء الجناح الإعلامي للحرس الثوري الإيراني، ولكن بعناصر أخرى. الصورة تظهر انطلاق أربع صواريخ وليس ثلاثة، الصاروخ الرابع خلف نفس غيمة الغبار التي خلفها أول صاروخ من جهة اليمين.

### الرسول الأعظم 2007
مناورات الرسول الأعظم - 2 أجرتها قوات الحرس الثوري الإيراني.

### الرسول الأعظم 2006
مناورات الرسول الأعظم - 1 أجرتها قوات الحرس الثوري الإيراني ابتداءً من 2 نوفمبر 2006 ورافقها إطلاق أنواع الصواريخ البالستية المزودة برؤوس انشطارية وعنقودية. وقد أجريت المناورات في الخليج وبحر عمان و 14 محافظة إيرانية، ولكن الصواريخ البالستية اطلقت من صحراء قم الواقعة على بعد 120 كيلومتراً جنوب طهران. وأعلن قائد قوات حرس الثورة الإسلامية الجنرال رحيم صفوي بأن هذه المناورات تجري من أجل إظهار قدرات إيران العسكرية في مواجهة أي تهديد أجنبي.
وأطلقت خلالها ثلاثة أنواع جديدة من صواريخ أرض - بحر وبحر - بحر في منطقة الخليج يبلغ مداها 170كلم وأظهر التلفزيون الإيراني صوراً لصواريخ «نور» بعيدة المدى وصواريخ «كوثر» و«نصر» متوسطة المدى سقطت في البحر. وفي تصريح للتلفزيون الإيراني، قال الجنرال فدوي مساعد قائد القوات البحرية للحرس الثوري: «لقد طورنا مدى صواريخنا من 120 كلم إلى 170 كلم، وقد باتت صواريخنا تطال كل منطقة الخليج العربي ومضيق هرمز وقسم كبير من بحر عمان».